# Andinomyia townsendi
Andinomyia townsendi är en tvåvingeart som först beskrevs av Vimmer och Victor Gerald Soukup 1940.  Andinomyia townsendi ingår i släktet Andinomyia och familjen parasitflugor.
Artens utbredningsområde är Peru. Inga underarter finns listade i Catalogue of Life.